# Spencer W. Kimball

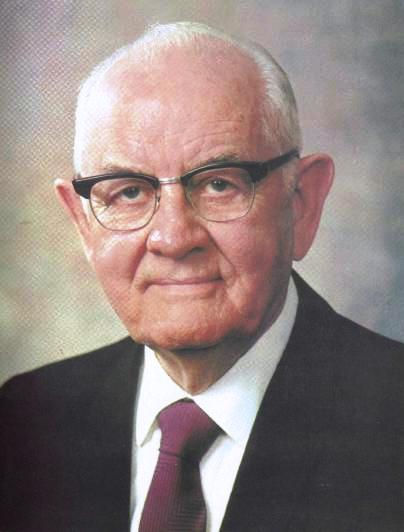

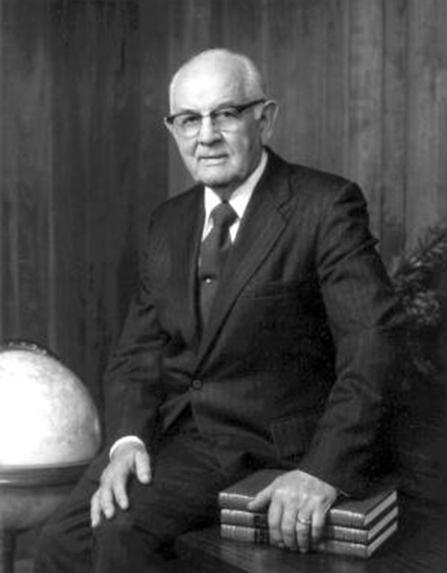

Spencer Woolley Kimball (* 28. März 1895 in Salt Lake City, Utah; † 5. November 1985 in Salt Lake City, Utah) war der 12. Präsident der Kirche Jesu Christi der Heiligen der Letzten Tage.

## Leben

### Familie und berufliche Laufbahn
Spencer W. Kimball war der Sohn von Andrew Kimball und Olive Woolley Kimball. Sein Vater wurde berufen, in der Kirche in Thatcher, Arizona die Führungsaufgabe als Pfahlpräsident zu übernehmen, weshalb die Familie 1898 dorthin zog. Seine Mutter starb 1906. 1907 heiratete sein Vater Josephine Cluff. 1914 wurde Spencer Kimball in die Schweizerisch-Deutsche Mission berufen. Wegen des Ausbruchs des Ersten Weltkriegs wurde die Berufung geändert, er diente stattdessen bis 1916 in der Central-States-Mission in USA. Am 19. November 1917 heiratete er Camilla Eyring (Schwester des angesehenen Chemikers und Metallurgen Henry Eyring). Nach kurzem Studium an der Universität von Arizona stieg er 1918 als Schalterbeamter ins Bankgeschäft ein.
1924 starb Spencer Kimballs Vater. 1927 wurde Spencer Präsident und Leiter der Kimball-Greenhalgh Realty and Insurance Company. 1943 endete seine berufliche Karriere, da er von Präsident Heber J. Grant zum Apostel berufen und ordiniert worden war.
In den folgenden Jahren litt er immer wieder unter schweren Erkrankungen. Von einer Herzerkrankung 1948 erholte er sich wieder. 1957 wurden ihm wegen Kehlkopfkrebs´ eineinhalb Stimmbänder entfernt. 1972 unterzog er sich einer Herzoperation durch Russell M. Nelson.

### Präsidentschaft
Nach dem Tod von Harold B. Lee wurde Spencer W. Kimball am 30. Dezember 1973 zum Präsidenten der Kirche ordiniert.
Das herausragendste Ereignis seiner Amtszeit war die Abkehr von der „Whites only“-Regel und die Zulassung aller Männer unabhängig von ihrer Rasse zum Priestertum am 8. Juni 1978. Während seiner Amtszeit wurden 21 Tempel geweiht. Die ersten vier davon weihte er persönlich, und zwar in Washington-D.C., in São Paulo (Brasilien), in Tokio (Japan) und in Seattle.
1976 präsidierte Kimball über eine Gebietskonferenz in der Dortmunder Westfalenhalle. 1977 bereiste er Polen und die DDR und war damit der erste Präsident der Kirche, der Länder hinter dem Eisernen Vorhang besuchte. Auf dieser Reise weihte er Polen für die Verkündigung des Evangeliums durch die Kirche Jesu Christi der Heiligen der Letzten Tage.
Um der immer stärkeren Internationalisierung und dem Wachstum der Kirche Rechnung zu tragen, begann er 1975 mit der Neubildung des Kollegiums der Siebziger und führte 1984 Gebietspräsidentschaften ein, die über definierte geographische Gebiete mit ihren Pfählen präsidieren. 1980 änderte er die Gottesdienstordnung. Statt der Sonntagsschule am Sonntagvormittag und einer Abendmahlsversammlung am Nachmittag sowie zusätzlichen Lektionen während der Woche wurden die Gottesdienste und Klassen (Sonntagsschule, Männer/Junge Männer, Frauenhilfsvereinigung/Junge Damen und Kindergruppen) auf drei Stunden im Block am Sonntag, meist vormittags, verkürzt.
1976 wurden zwei Offenbarungen zu den kanonischen Heiligen Schriften hinzugefügt, zunächst als Teil der Köstlichen Perle, später als Abschnitte 137 und 138 des Buches Lehre und Bündnisse. Eine Neuübersetzung der Dreifachkombination ins Deutsche durch Immo Luschin erfolgte ebenfalls unter seiner Präsidentschaft (Buch Mormon, Lehre und Bündnisse und Köstliche Perle in einem Band) mit überarbeiteten und erweiterten Stichwörtern, Anmerkungen und Querverweisen und wurde 1981 veröffentlicht, nachdem die Kirche bereits 1979 eine eigene englische, kommentierte King-James-Ausgabe der Bibel herausgegeben hatte.
Nach längerer Krankheit starb Spencer W. Kimball am 5. November 1985 in Salt Lake City.